# Thánh Giuse với Giáo hội Công giáo Việt Nam
Thánh Giuse, là một vị thánh của Kitô giáo. Ông thường được người Việt gọi là Thánh Giuse Thợ, hoặc Thánh Cả Giuse  hay Giuse thành Nazareth. Thánh Giuse xuất hiện đầu tiên trong các bản Phúc âm Luca và Matthew, Ông là chồng của Maria và là cha nuôi (ở trần thế) của Chúa Giêsu. 
Ông cũng là một vị Thánh đặc biệt quan trọng và hiện diện rộng khắp trong đời sống tín ngưỡng người Công giáo Việt Nam. Đa số nam giới Công giáo người Việt lấy tên Giuse làm bổn mạng . Trong các nhà thờ đều có lập toà kính ông đối ngang với toà Đức Mẹ.

## Lịch sử việc tôn kính Thánh Giuse trong Giáo hội Công giáo Việt Nam
Việc tôn kính Giuse bắt nguồn từ thời kỳ đạo Công giáo được truyền vào Việt Nam, các nhà truyền giáo đầu tiên đã tôn ông làm thánh bảo trợ nước Việt Nam. Linh mục Đắc Lộ thuật sự tích như sau:

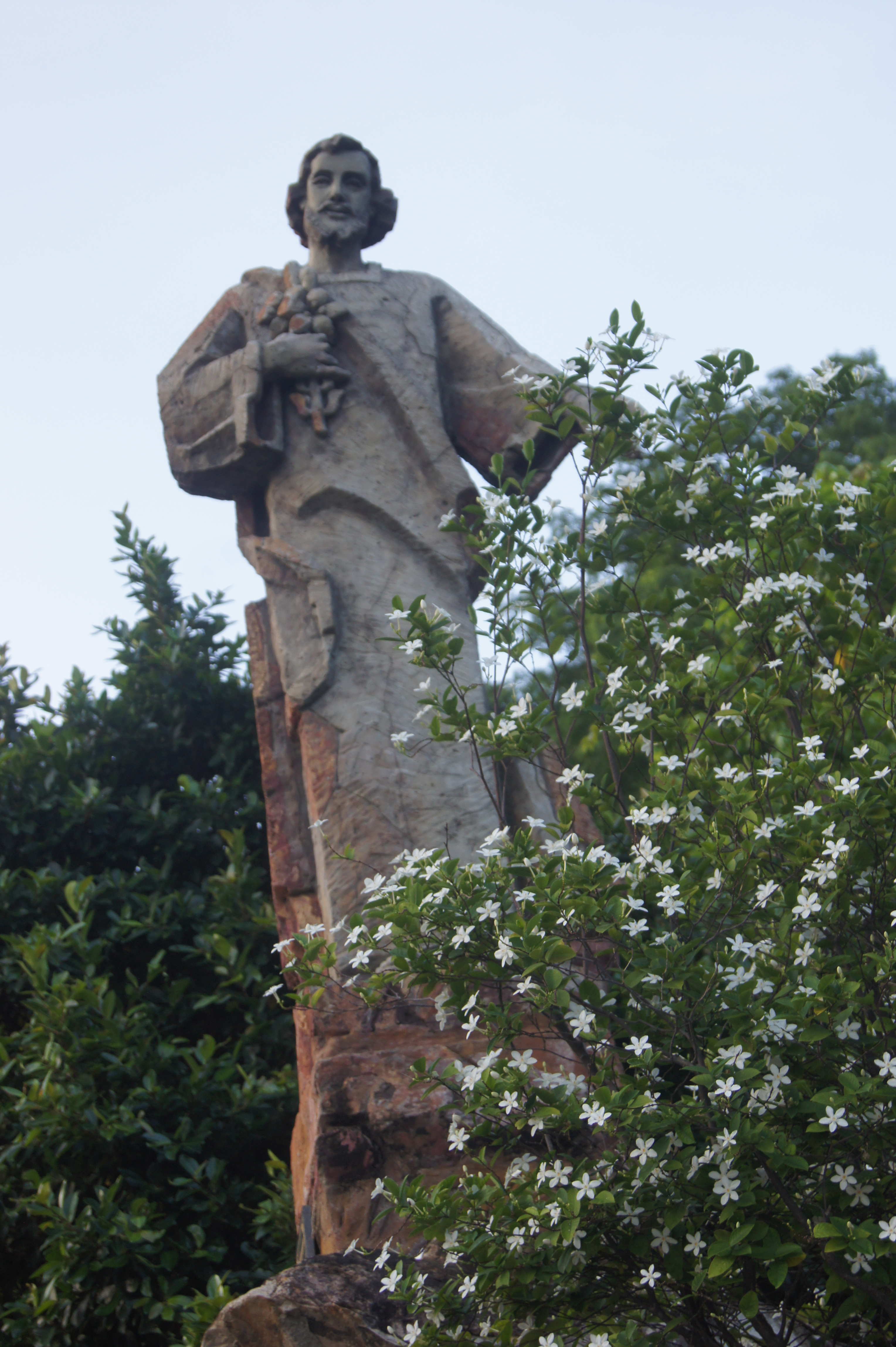
Tượng thánh Giuse tại Đền thánh Đức Mẹ Bãi Dâu

"Ngày 12 tháng 03 năm 1627, lễ Thánh Gregoriô, tôi và thầy Anton Marques xuống tàu tại Áo Môn để sang Đàng Ngoài. Chúng tôi vượt biển, thuận buồm xuôi gió cho tới chiều ngày thứ bảy. Khi toan vào cửa, bỗng bão nổi lên với nhiều hình quái dị khiến mọi người kinh hãi. Nhưng qua hôm sau là lễ Thánh Giuse thì biển yên sóng lặng, hình quái gở đã biến đi, nên chúng tôi vào cửa bình an. Cửa ấy, dân địa phương gọi là cửa Bạng (Thanh Hoá), nhưng chúng tôi đặt tên là Cửa Thánh Giuse, hầu kính nhớ ơn Ngài đã phù hộ chúng tôi tới đó bình an"
Ngày 14 tháng 02 năm 1670, Giám mục tiên khởi Đàng Trong là Pierre Lambert de la Motte, trong chuyến thăm giáo đoàn Đàng Ngoài, đã họp Công Đồng Đàng Ngoài tại Phố Hiến, Hưng Yên và long trọng xin nhận Giuse làm quan thầy của Giáo hội Đàng Ngoài.
Ngày 17 tháng 08 năm 1678, đáp ứng thỉnh nguyện của ba vị đại diện tông toà: các Giám mục de la Motte (Đàng Trong), Pallu (Đàng Ngoài) và Cotolendi (Nam Kinh), Giáo hoàng Innôcentê XI đã ban hành Tông Hiến Sacrosancti Apostolatus (Thánh vụ Tông đồ) đề tôn nhận Giuse là quan thầy các Giáo phận truyền giáo Trung Hoa (cùng với Đàng Trong, Đàng Ngoài của Việt Nam, Lào, Đại Hàn, Hung Nô).
Ngày 11 tháng 10 năm 1997 trong thư của Hội đồng Giám mục Việt Nam gửi Công đồng Dân Chúa nhân dịp Hội nghị thường niên diễn ra tại Thủ đô Hà Nội ngày 6 tháng 11 năm 1997, đã nhất trí xác nhận tôn vinh Giuse là Quan thầy Giáo hội Công giáo Việt Nam. Ông cũng được rất nhiều giáo phận, giáo xứ hay giáo họ của Việt Nam nhận làm bổn mạng.
Ngày 09 tháng 10 năm 2013, Ủy ban Phụng Tự của Hội đồng Giám mục Việt Nam đã ra "Thông cáo về việc đọc tên Thánh Giuse trong các Kinh nguyện Thánh Thể". Theo thông cáo này, Hội đồng Giám mục Việt Nam quyết định phải đọc tên Thánh Giuse trong các kinh nguyên Thánh Thể do lòng tôn kính Thánh Giuse (theo như sắc lệnh số Prot.N.215/11L ban hành ngày 11 tháng 5 năm 2013 của Bộ Phụng Tự Thánh và Kỷ Luật Các Bí Tích).

## Hình tượng Giuse trong lĩnh vực nghệ thuật của Việt Nam

### Hội họa và điêu khắc
Trong một số tác phẩm nghệ thuật về hội họa hoặc điêu khắc của Việt Nam, Giuse thường được miêu tả là một người đàn ông đứng tuổi, hơi hói, có râu quai nón. Ông thường xuất hiện cùng với một em bé (Giêsu), đang ngồi chung hoặc được ông bế trên tay, cùng với một bông hoa huệ tây (việc này được các tín hữu Công giáo cho rằng đó là cử chỉ chứng nhận ông là người được chính Thiên Chúa chọn). Hay ông được mô tả đang cầm một dụng cụ của nghề mộc (cưa, thước hay búa).

### Âm nhạc
- Giuse Xóm Nhỏ, sáng tác của linh mục Phạm Đình Nhu - Nguyễn Khắc Tuần.[9]

## Tên "Thánh Giuse"
Tên Giuse được sử dụng rộng rãi và phổ biến cho việc: đặt tên Thánh của các nam giáo dân. Thánh bổn mạng của nhiều giáo phận, giáo xứ, hay giáo họ, các hội đoàn, nhất là hội gia trưởng, hoặc đặt làm tước hiệu nhà thờ, đặt tên cho các tu viện, chủng viện...

### Những giáo phận nhận Giuse làm bổn mạng
- Tổng giáo phận Hà Nội[12]
- Giáo phận Xuân Lộc[13]
- Giáo phận Đà Lạt[14]
- Giáo phận Thanh Hóa[15]
- Giáo phận Qui Nhơn
- Giáo phận Ban Mê Thuột

### Những hội dòng, nhà thờ, đại chủng viện: mang tên Giuse hoặc nhận ông làm bổn mạng

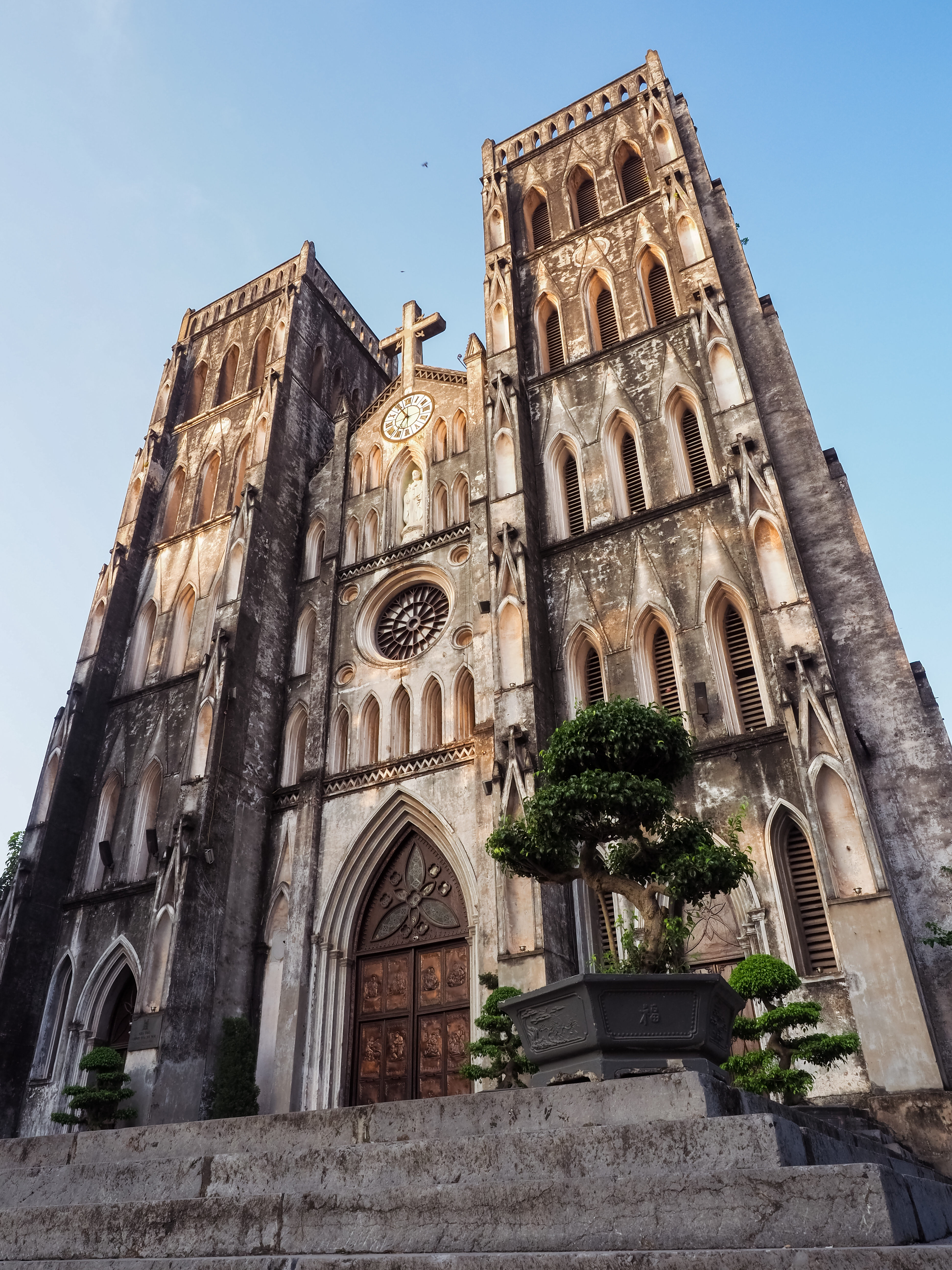
Nhà thờ chính tòa Hà Nội mang tước hiệu Thánh Giuse

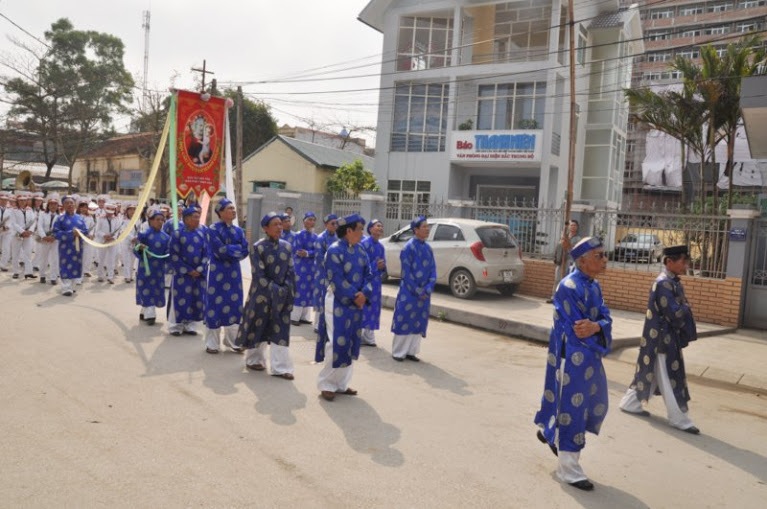
Giáo dân mặc trang phục truyền thống Việt Nam trong đoàn rước tôn kính Thánh Giuse

- Miền Dòng Ngôi Lời Thánh Giuse hay còn gọi là Dòng Thánh Giuse [16]
- Dòng Mến Thánh Giá Việt Nam chọn Giuse làm bổn mạng [17]
- 3 đại chủng viện lớn nhất của Việt Nam mang tên Thánh Giuse: Đại chủng viện Thánh Giuse Hà Nội, Đại chủng viện Thánh Giuse Sài Gòn, Đại chủng viện Thánh Giuse Xuân Lộc.
- Nhà thờ chính tòa Thánh Giuse cổ kính ở thủ đô Hà Nội.
- Ở tất cả các giáo phận đều có nhà thờ mang tên Giuse.

## Một số nhận xét về Giuse của Giám mục công giáo Việt Nam
- Giám mục Gioan Baotixita Bùi Tuần, nguyên Giám mục chính tòa của giáo phận Long Xuyên [18] đã viết: "Thánh Giuse là một vị thánh âm thầm. Nhưng tại Giáo hội Việt Nam, ông rất được yêu mến với cái nhìn thân thương.

... thánh Giuse được tôn kính trong hầu hết các nhà thờ, trong hầu hết các cộng đoàn, trong hầu hết các gia đình. Ông rất gần gũi với các tâm hồn, đặc biệt là với các thân phận nghèo khổ bệnh tật, cô đơn... Khi tình hình trở nên khó khăn, người công giáo Việt Nam hay chạy đến thánh Giuse và luôn được đáp trả rộng lượng với những ai cậy tin..." 
- Giám mục Giuse Vũ Duy Thống, nguyên Giám mục chính tòa Giáo phận Phan Thiết đã nói về Giuse: "Nhìn Giuse như người của sự vượt qua, cho thấy ông đã nỗ lực từ bỏ ý riêng để bước vào nẻo đường khác lạ do ý Chúa dẫn khởi.", và "Nhìn Giuse như người của sự vượt qua, còn cho thấy Ông đã gạt bỏ vị thế hoàng tộc để trở thành người dân quê vùng Nazareth." [20]
- Giuse Ngô Quang Kiệt Nguyên Tổng Giám mục Tổng Giáo phận Hà Nội đã viết :"Giuse, người công chính" vì "Ông Giuse định trốn đi khi biết Maria mang thai. Theo lối giải thích xưa kia thì Giuse trốn đi vì nghi ngờ Maria. Nhưng theo các nhà chú giải thời mới thì Giuse định bỏ trốn vì thấy mình không xứng đáng với danh hiệu làm cha nuôi Đấng Cứu Thế. Chức vị làm cha Đấng Cứu Thế là một chức vị quá cao trọng, Giuse thấy mình không phải là Cha Đấng Cứu Thế, không xứng đáng làm Cha Đấng Cứu Thế, nên ông bỏ trốn."[21]